# Jacob Szmulewicz
Jacob Szmulewicz alias Jacquot (1924, Siucice, Pologne - 23 mars 2016, Paris). est un juif français, né en Pologne, un résistant Francs-tireurs et partisans - Main-d'œuvre immigrée, avec Raymond Kojitsky et Jacques Kipman. Il est l'oncle du neuropsychiatre Boris Cyrulnik.

## Biographie
Jacob Szmulewicz est né en 1924, à Siucice, en Pologne. 
Son père, émigré à Paris, est rejoint en 1930 par le reste de sa famille. Il devient d'abord garçon-boucher rue des Rosiers dans le Pletzl, avant d’ouvrir une modeste boucherie casher, au 55 rue Bisson dans le (20e arrondissement de Paris), et la famille vit, dans une pièce unique, à proximité, rue Vilin, la rue où Georges Perec passe son enfance,.
Jacob Szmulewicz travaille comme apprenti tailleur, sur les conseils de son père.

### Seconde Guerre mondiale
Réfugié à Lyon dès 1941, entre dans les Francs-tireurs et partisans - Main-d'œuvre immigrée (F.T.P.-M.O.I.) en 1943. Membre du groupe « Liberté » à Grenoble, il mène de nombreuses actions et participe à l’insurrection de Villeurbanne,,,.
À partir du 10 juin 1944, des F.T.P -M.O.I, de Carmagnole effectuèrent des patrouilles offensives à Lyon (exécutions d’ennemis et récupérations d’armes).
Le 11 juin 1944, Jacques Kipman fait partie d'une de ces patrouilles avec sept camarades (dont Henri Krischer alias André Lamiral, Jacob Szmulewicz alias Jacquot et Max Schulewicz alias Gaby). Lors de cette action, Jacques Kipman est  abattu par les Allemands.
Il est l'oncle du neuropsychiatre Boris Cyrulnik.

### Mort
Jacob Szmulewicz est mort le dans le 11e arrondissement de Paris, le 23 mars 2016, à l'âge de 92 ans.